# Итапаже
Итапаже (порт. Itapajé)  —  муниципалитет в Бразилии, входит в штат Сеара. Составная часть мезорегиона Север штата Сеара. Входит в экономико-статистический  микрорегион Урубуретама. Население составляет 46 598 человек на 2006 год. Занимает площадь 439,501 км². Плотность населения — 106,0 чел./км².

## История
Город основан 22 декабря 1849 года. 

## Статистика
- Валовой внутренний продукт на 2003 составляет 143.782.736,00 реалов (данные: Бразильский институт географии и статистики).
- Валовой внутренний продукт на душу населения на 2003 составляет 3.262,38 реалов (данные: Бразильский институт географии и статистики).
- Индекс развития человеческого потенциала на 2000 составляет 0,642 (данные: Программа развития ООН).